# San Cristóbal de las Casas
San Cristóbal de las Casas là một đô thị thuộc bang Chiapas, México. Năm 2005, dân số của đô thị này là 166460 người.